# Амич
Амич (арм. Ամիչо файле  [ɑˈmit͡ʃʰ]), также в зависимости от используемой птицы Индейка по-армянски или Курица по-армянски — блюдо армянской кухни, приготовляемое из мяса птицы (чаще всего из индейки или курицы) и наполненное рисом с сухофруктами. Название блюда встречается в рукописях армянских авторов Фавстос Бузанда (V век) и Егише (V век). Исторически блюдо готовилось из фазана и риса с использованием сухофруктов.

## Приготовление
Для приготовления амича рис отваривается до полуготовности. Иногда используется пшеничная крупа. Чуть позже в него добавляется обжаренные сухофрукты и молотые пряности. Полученным фаршем наполняется птица, после чего она запекается. Рисовый фарш используется также в качестве гарнира к блюду.

## примечания
1. ↑  Армянская кухня / Семёнова С. В. — М.: Рипол-классик, 2013. — 32 с. — С. 17
2. ↑  История Армении Фавстоса Бузанда. Ереван. Академия Наук Армянской ССР. 1953 (пер. М. А. Геворгяна)
3. ↑  Амич (индейка, фаршированная рисом, фруктами и приправами). Дата обращения: 16 декабря 2020. Архивировано 13 июля 2016 года.
4. ↑  В. В. Похлебкин /Амич /Большая энциклопедия кулинарного искусства /Центрполиграф, 2005